# なんて恋したんだろ
「なんて恋したんだろ」（なんてこいしたんだろ）は、1999年3月31日にリリースされたDREAMS COME TRUEの24thシングル。

## 概要
- 2曲とも後に10thアルバム『the Monster』に収録。
- この作品が、最後の8cmシングルとなった（2020年6月現在）。

## 収録曲
全曲 作詞：吉田美和、作曲：中村正人・吉田美和、編曲：中村正人
1. なんて恋したんだろ
  - 森永アロエヨーグルトCMソング。
  - 2コーラス目にドラムンベースが採り入れられている。
  - ミュージックビデオが作られた（『DCT CLIPS V1』に収録）。
2. 夢で逢ってるから

## 収録アルバム
なんて恋したんだろ
- the Monster(1999年4月21日)
- DREAMS COME TRUE GREATEST HITS "THE SOUL"(2000年2月14日)
- the Monster 2002:monkey girl odyssey tour special edition(2002年3月29日)
- DREAMANIA DREAMS COME TRUE 〜SMOOTH GROOVE COLLECTION〜(2004年1月9日)
- DREAMS COME TRUE THE ウラBEST! 私だけのドリカム(2016年7月7日)

夢で逢ってるから
- the Monster(1999年4月21日)
- the Monster 2002:monkey girl odyssey tour special edition(2002年3月29日)
- DREAMANIA DREAMS COME TRUE 〜SMOOTH GROOVE COLLECTION〜(2004年1月9日)
- DREAMS COME TRUE 裏ドリワンダーランド 2012/2013(2013年6月19日、初回限定盤特典CD)
- DREAMS COME TRUE THE ウラBEST! 私だけのドリカム(2016年7月7日)